# Московская историческая мечеть
Московская историческая мечеть — старейшая сохранившаяся мечеть в Москве, построенная в 1823 году. Расположена в историческом центре татарской общины Замоскворечья на улице Большой Татарской, д. 28. Находится под руководством Духовного управления мусульман Российской Федерации.

## История

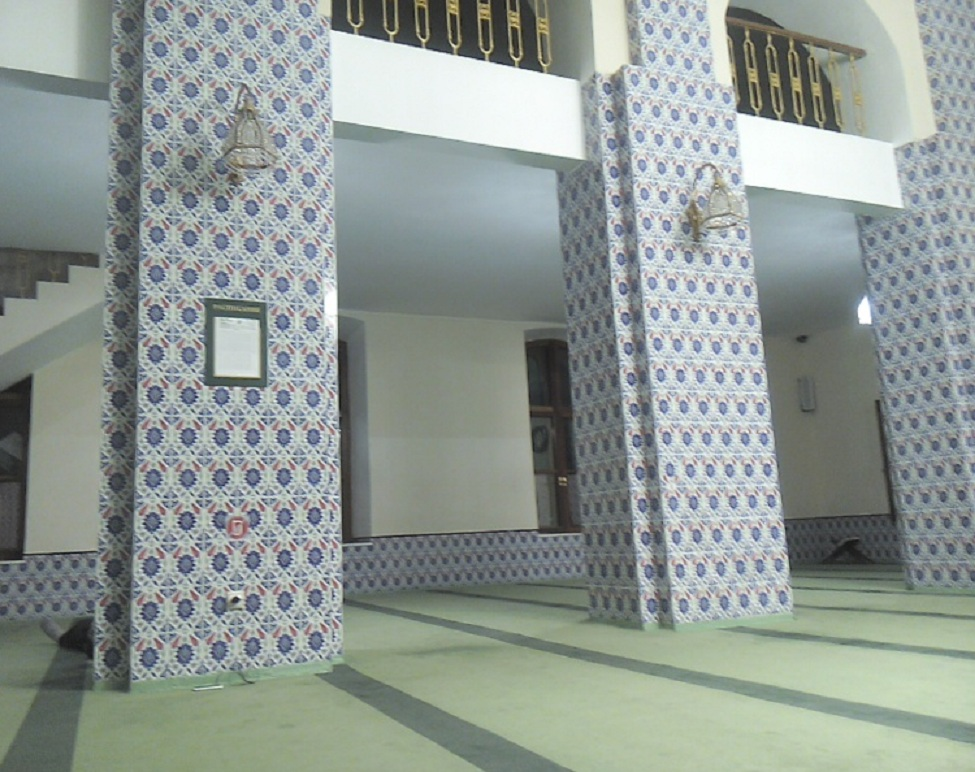
Интерьер мечети, 2015 год

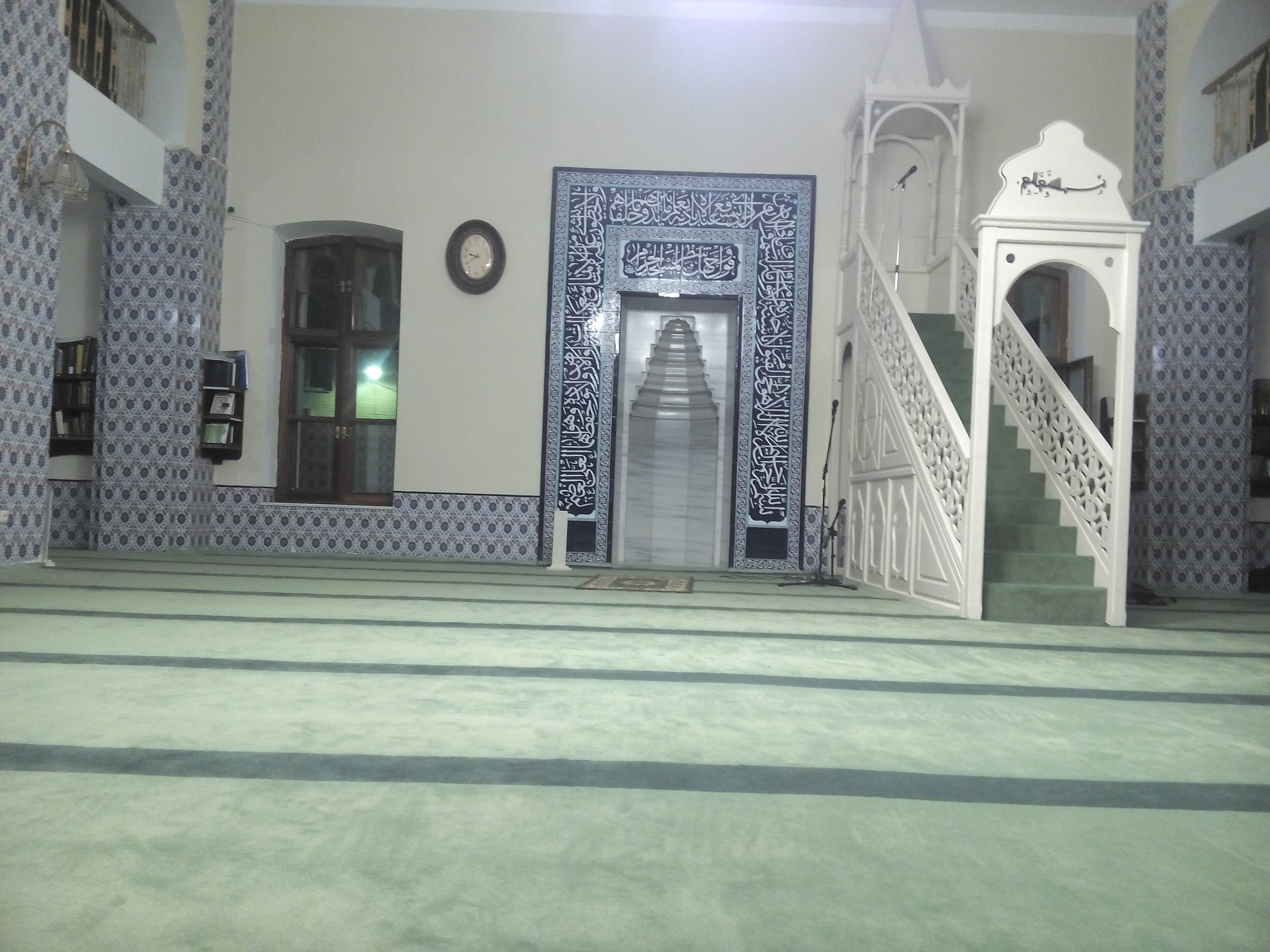
Минбар и михраб мечети, 2015 год

Впервые мечеть в Татарской слободе упоминается в документах 1712 года. Она была построена в XVIII веке во дворе князя Суламита-мурзы Сименея, переводчика Иностранной коллегии. В 1770-х годах после эпидемии чумы здание продали купцу Щукину. По одной из версий новый хозяин приказал снести мечеть из-за ветхости, по другой — она сгорела в пожаре 1812 года.
Через четыре года мусульмане подали прошение на строительство новой мечети, но получили отказ. Только в 1823 году генерал-губернатор Дмитрий Голицын выдал им разрешение, а участок для строительства подарил купец Назарбай Хашалов. Мечеть обязали выполнить без признаков исламского культового сооружения. С точки зрения архитектуры это получилось каменное одноэтажное здание, которое не отличалось от соседних построек.
В 1881 году при правлении Александра II было разрешено придать мечети канонический вид и достроить минарет и купол. Проект реконструкции выполнил архитектор Дмитрий Певницкий. В результате мечеть расширили и увеличили вместимость до 1500 человек. Здание, поддерживаемое лопатками-контрфорсами, получило эклектичный облик. Декоративное убранство оформили с восточными и классическими элементами. До 1904 года мечеть называлась соборной, её переименовали в историческую, когда была построена большая московская мечеть в Выползовом переулке.
В 1915 году к мечети пристроили отдельные помещения, где открылось медресе.
В 1936-м имам Исторической мечети Абдулла Шамсутдинов был репрессирован в ходе дела о заговоре руководителей Центрального духовного управления мусульман, впоследствии он был расстрелян. В 1939 году по решению советской власти мечеть закрыли. Здание передали типографии, затем в разное время в нём находились штаб гражданской обороны, военкомат и ДОСААФ. В 1967 году снесли минарет.
Московские мусульмане неоднократно пытались добиться возвращения мечети. Только в январе 1991 года решением Моссовета здание передали общине. На следующий год мечеть реконструировали на средства посольства Королевства Саудовской Аравии в Москве, а в 1993-м открыли для верующих. В 1999 году её передали в руководство религиозной организации мусульман «Историческая мечеть».

## Современность
В 2014 году мечеть запустила официальный YouTube-канал. В это же время заработал проект электронное медресе — оно предназначено для людей, которые хотят обучаться основам ислама и 
арабскому языку, но не могут посещать занятия очно. На сайте публикуются видеозаписи занятий, проводимых в мечети.
Ежегодно в Исторической мечети совершается намаз на Курбан-байрам. Фонд мечети также занимается благотворительностью: раздаёт еду, поддерживает социальные приюты и рассылает книги в места лишения свободы.

### События
В сентябре 2014-го во время пятничной молитвы у здания мечети арестовали одного из прихожан за совершённое ранее ДТП. Этот инцидент вызвал недовольство посетителей мечети, которые окружили полицейский автобус и вынудили полицейских отпустить задержанного. Всех участников столкновения, оказавших сопротивление, увезли в полицейский участок. В декабре того же года задержанный Адам Осканов, подозреваемый в провоцировании данного беспорядка, был признан виновным в «умышленном применении насилия по отношению к представителю власти при исполнении последним своих служебных обязанностей». Его приговорили к одному году заключения с отбыванием наказания в колонии-поселении.

## Имамы мечети
- Сейфуль-Мулюк Асхапов (1826—1832)
- Рафек Бекбулатович Агеев (1833—1867)
- Хайретдин Рафекович Агеев (1867—1913)
- Абдулла Хасанович Шамсутдинов (1913—1936)
- Махмут Абдулхакович Велитов (1991—1999)
- Хасян Фаттахетдинович Фехретдинов (1999—2013)
- Рамиль Салехович Садеков — главный имам (с 2013)
- Руфат Сафаевич Ахметжанов (с 2000)
- Салех Хамзинович Сейфетдинов[7]